# Kadankoppa, Kalghatgi
Kadankoppa là một làng thuộc tehsil Kalghatgi, huyện Dharwad, bang Karnataka, Ấn Độ.